# Madame de Trémaine
Pour les articles homonymes, voir Tremaine.
Madame de Trémaine plus couramment appelée Belle-mère ou marâtre est le personnage antagoniste du long métrage d'animation Cendrillon (1950) adapté du conte de Charles Perrault, Cendrillon ou la Petite Pantoufle de verre paru en 1697, et de la version des frères Grimm, Aschenputtel, publiée en 1812.
La version créée par les studios Disney diffère des autres adaptations du conte, ce qui est l'objet de cette page.

## Description
La marâtre a été animée par Frank Thomas, de manière « conventionnelle » pour la rendre terrifiante bien qu'il soit plus habitué à des personnages sympathiques tel Pinocchio ou Bambi,. Thomas a été assisté par Harvey Toombs.
Madame de Trémaine ne possède aucun pouvoir magique et est la seule méchante des princesses Disney qui ne meurt pas, mais constitue un personnage comparable à celui de la Reine de Blanche-Neige et les Sept Nains. Elle possède également un animal de compagnie, un chat nommé Lucifer au lieu du corbeau comme de la Reine de Blanche-Neige et aussi de Maléfique dans La Belle au bois dormant. Nelson. Décrit comme un méchant substantiel, avec des yeux mi-clos et un sourire moqueur qui, dessinés avec un réalisme plus important que la Reine de Blanche-Neige ou Stromboli de Pinocchio (1940), cela lui donne une présence glaciale. Pour Griffin, la Belle-mère, à l'instar de la Reine de Blanche-Neige ou de Maléfique dans La Belle au bois dormant (1959), est représentée par de grands mouvements de sa cape tombant sur le sol et des poses de divas. Au contraire et en respectant un schéma courant chez les méchants de Disney, les mouvements de son visage sont lents mais précis (donc détaillés) afin d'appréhender l'évolution des idées qui germent dans son esprit à l'instar du Prince Jean et du Capitaine Crochet. Maltin note qu'elle est toujours représentée dans l'ombre ce qui renforce son regard de fouine.
Sa méchanceté est motivée uniquement par le fait de privilégier ses deux filles, Javotte et Anastasie, avant tout, quitte à faire de sa belle-fille Cendrillon une esclave de la maison, et d'apprécier cette forme de pouvoir. Elle parvient, ce qui la rend encore plus horrible, à ne pas prendre part directement aux humiliations infligées à Cendrillon. Cendrillon s'était apprêtée pour le bal, espérant que sa belle-mère tienne sa promesse de la laisser s'y rendre à condition d'être correctement vêtue mais sans l'ordonner clairement. La marâtre pousse alors ses filles à dépouiller leur demi-sœur et s'en réjouit. Elle est aussi la seule méchante de Disney à vivre au jour le jour avec sa victime.
Eleanor Audley, qui a prêté sa voix à la belle-mère de Cendrillon, a aussi doublé Maléfique dans la version originale de La Belle au bois dormant (1959). Son interprétation a permis d'approfondir le personnage et de donner une force à la méchanceté de la belle-mère de Cendrillon.
Dans Cendrillon 3, Madame de Trémaine subtilise la baguette de la fée et obtient les pleins pouvoirs d'une sorcière dans le but de détruire le bonheur de Cendrillon afin d'en faire profiter sa fille Anastasie. Elle tente de jeter un sort sur Cendrillon et Anastasie (celle-ci ayant décidé de trahir sa mère et sa sœur) mais le prince intervient et détourne le sortilège contre elle et Javotte avec son épée et elles furent téléportées dans les cachots. Madame de Trémaine fut alors jugée et emprisonnée pour crime contre le royaume et pratique de magie noire.
Elle réapparaît dans Mickey, le club des méchants où ont la voit assise au côté de la Reine, la méchante belle-mère de Blanche-Neige, et aussi de Maléfique.

## Le stéréotype de la marâtre
Le studio Disney renforce avec ce film le stéréotype de la marâtre déjà présenté avec la Méchante Reine, la méchante belle-mère de Blanche-Neige, dans Blanche-Neige et les Sept Nains mais aussi celui du personnage principal sans la présence maternelle de la mère biologique évoqué dans Blanche-Neige et les Sept Nains, Pinocchio, Bambi, La Belle et la Bête, La Petite Sirène, Pocahontas, Aladdin et une moindre mesure Dumbo. Cet aspect de la « mère absente » est développé par Lynda Haas, Elizabeth Bell et Laura Sells. La formule pour la méchante belle-mère est aussi conforté dans le film Cendrillon, une beauté froide complétée par une monstruosité et la violence, ainsi la Méchante Reine, la méchante belle-mère de Blanche-Neige, se transforme en sorcière et la belle-mère de Cendrillon a enfanté deux filles nommées Javotte et Anastasie aux visages et aux cœurs ingrats. Cendrillon développe un autre point aisément imaginable dans Blanche-Neige, la jeune fille accepte sans broncher la longue liste de tâches ménagères et les injustices de sa belle-mère et aussi de ses deux demi-sœurs, Javotte et Anastasie, réalisant même ses tâches en chantant.

## Différence avec les autres adaptations
- Madame de Trémaine se re-marie avec le père de Cendrillon mais celui-ci décède dans la version Disney mais pas les autres adaptations.
- Dans la version Disney, Madame de Trémaine enferme Cendrillon dans sa chambre alors que dans les autres adaptations elle ne l'enferme pas.
- Dans les autres adaptations, Cendrillon enfile les 2 pantoufles de verre mais dans celui de Disney, Madame de Trémaine brise une pantoufle.
- Dans la version Disney, Madame de Trémaine ne vient pas au mariage de Cendrillon alors que dans les autres adaptations elle devient gentille et elle vient au mariage de Cendrillon.
- Dans les différentes adaptations, Madame de Trémaine ne possède aucun pouvoir magique sauf dans une des versions de Disney ; chez Disney, dans Le Sortilège de Cendrillon (2007), Madame de Trémaine dérobe la baguette magique de la bonne fée-marraine de Cendrillon. Elle obtient ses pouvoirs magiques de la baguette magique de la bonne fée-marraine de Cendrillon qui lui permettent de détruire le bonheur de Cendrillon afin d'en faire profiter à sa fille Anastasie.
- Dans les autres adaptations Madame de Trémaine devient gentille envers Cendrillon et la laisse en paix, mais dans la version de Disney elle reste méchante et veut à tout prix détruire son bonheur.

## Divers
- Dans le film La petite princesse de 1995 (tiré de l'animé Princesse Sarah), l'apparence du personnage de Miss Minchin est clairement un hommage à Madame de Trémaine. On retrouve sa coiffure haute et ses mèches blanches, ainsi que ses robes fermées et strictes. Par ailleurs, les escaliers menant à la mansarde de Sara dans le film ont le même design que celui des escaliers menant au grenier de Cendrillon : en bois, usés, tortueux. Comme Madame de Trémaine, Miss Minchin exploite une jeune fille issue de la noblesse, la traitant comme une servante. Ce qui explique la présence de ces clins d’œil.
- Le personnage de Madame de Trémaine reprend la silhouette de Mrs Danvers (joué par Judith Anderson), l'inquiétante gouvernante du film Rebecca de Alfred Hitchcock (1940)[14],[15].

## Filmographie
- 1950 : Cendrillon
- 2002 : Cendrillon 2 : Une vie de princesse
- 2002 : Mickey, le club des méchants
- 2007 : Le Sortilège de Cendrillon
- 2015 : Cendrillon
- 2016 : Once Upon a Time
- 2019 : Descendants 3
- 2024 : Descendants : L'Ascension de Red

## Interprètes
- Voix originales :
  - Cendrillon : Eleanor Audley
  - Cendrillon 2 : Une vie de princesse, Le Sortilège de Cendrillon : Susan Blakeslee
- Voix françaises :
  - Cendrillon : 1er doublage (1950) Héléna Manson ; 2e doublage (1991) Jacqueline Porel
  - Cendrillon 2 : Une vie de princesse, Le Sortilège de Cendrillon : Anne Jolivet
- Voix québécoises :
  - Cendrillon 2 : Une vie de princesse, Le Sortilège de Cendrillon : Élise Bertrand